# Parc de Can Vidalet
Parc de Can Vidalet är en park i Spanien.   Den ligger i provinsen Província de Barcelona och regionen Katalonien, i den östra delen av landet, 500 km öster om huvudstaden Madrid. Parc de Can Vidalet ligger 91 meter över havet.
Terrängen runt Parc de Can Vidalet är kuperad åt nordväst, men åt sydost är den platt. Terrängen runt Parc de Can Vidalet sluttar söderut. Runt Parc de Can Vidalet är det mycket tätbefolkat, med 10 000 invånare per kvadratkilometer. Närmaste större samhälle är Barcelona, 5,4 km öster om Parc de Can Vidalet. Runt Parc de Can Vidalet är det i huvudsak tätbebyggt.